# Petrit Çeku
Petrit Çeku (ur. 2 czerwca 1985 w Prizrenie) – kosowski gitarzysta, wielokrotnie nagradzany na festiwalach.

## Życiorys
Petrit Çeku urodził się 2 czerwca 1985 r. w kosowskim mieście Prizren. W wieku sześciu lat ojciec zaczął uczyć go gry na gitarze. Od 9. do 17. roku życia uczęszczał do szkoły muzycznej im. Lorenca Antoniego, gdzie uczył się gry na gitarze klasycznej pod kierunkiem Luana Sapunxhiu. W 2002 r. Xhevdet Sahatxhija zaprosił go do Szkoły Muzycznej im. Pavao Markovaca, gdzie uczył się przez następne dwa lata. W 2008 r. ukończył Akademię Muzyczną w Zagrzebiu w klasie cenionego gitarzysty Darko Petrinjaka. W tym samym roku wydał swój pierwszy album. W latach 2009–2013 szlifował wiedzę i umiejętności w amerykańskim Peabody Institute w Baltimore pod okiem mistrza gitary Manuela Barrueco.
Ceku zagrał wiele recitali w Europie i Ameryce, był solistą z orkiestrami takimi jak Baltimorska Orkiestra Symfoniczna (Baltimore Symphony Orchestra), Czeska Narodowa Orkiestra Symfoniczna, The State Hermitage Symphony Orchestra z St. Petersburga i Zagrzebska Orkiestra Symfoniczna. Regularnie występuje również ze znanymi zagrzebskimi solistami i jest członkiem założycielem Guitar Trio Elogio.
Regularnie występuje na festiwalach muzycznych, takich jak New Generation Festival, Samoborska Gazbena Jesen, Panama Guitar Festival, Moscow International Festival „Virtuosos of Guitar” oraz ReMusica Festival w Prisztinie. Występuje regularnie podczas Festiwalu Akademia Gitary i Young Masters Samobor Festival, podczas których prowadzi także zajęcia dla młodych muzyków.
Petrit Çeku gra na gitarze Rossa Gutmeiera.

## Nagrody i wyróżnienia
- 2012 Parkening International Guitar Competition, Malibu, Kalifornia[7][8]
- 2011 Allentown Symphony Schadt String Competition, Allentown, Pensylwania[2][9]
- 2011 Maurizio Biasini International Guitar Competition, Bolonia, Włochy[10]
- 2007 Michele Pittaluga International Classical Guitar Competition, Alessandria, Włochy[11]
- 2005 Ferdo Livadic Competition, Samobor, Chorwacja, Best Concert Performance[12]
- 2004 Andres Segovia International Competition for Young Guitarists, Velbert, Niemcy[13]
- 2004 Emilio Pujol Competition, Sassari, Włochy[14]
- 2003 All Croatia Competition, Dubrownik, Chorwacja[1]
- 2003 Anna Amalia Guitar Competition, Weimar, Niemcy[1][7]